# Dick Sudhalter
Richard Merrill Sudhalter (28 de diciembre de 1938 - 19 de septiembre de 2008)  fue un trompetista y escritor de jazz estadounidense.

## Biografía
Nacido en Boston, Massachusetts, Estados Unidos,  se inspiró para seguir una carrera musical en su padre, Al Sudhalter (né Albert W. Sudhalter; 1905-1975), un destacado saxofón solista del área de Boston. Dick comenzó a tocar la corneta a los 12 años y a los pocos años ya actuaba profesionalmente. Después de graduarse en Oberlin College, se mudó a Europa en 1964 y luego se convirtió en corresponsal de United Press International. En 1968, cubrió la invasión rusa de Checoslovaquia desde Praga para UPI y posteriormente se le asignó el puesto de director para Europa del Este.  Durante los doce años que vivió en Europa y el Reino Unido, también escribió bajo el seudónimo de "Art Napoleon". Escribió crítica de jazz para el New York Post de 1978 a 1984. 

### Obras literarias
En 1974, Sudhalter y Philip R. Evans (de soltera Philip Roland Evans; 1935-1999) coescribieron Bix: Man and Legend, la biografía estándar del cornetista de jazz Bix Beiderbecke,  y la primera biografía de jazz nominada a un premio. un Premio Nacional del Libro. El crítico musical Terry Teachout ha calificado el libro como "un 'hito de la erudición del jazz' y la 'primera biografía de jazz escrita según los estándares' de un estudio serio de un compositor clásico u otra figura histórica importante".  Otros libros de Sudhalter son Lost Chords: White Musicians and Their Contribution to Jazz, 1915-1945 (1999) y Stardust Melody (2002), la primera biografía completa de Hoagy Carmichael. Lost Chords generó cierta controversia por su afirmación de que el jazz estaba formado por músicos blancos y negros.  Sudhalter recibió una mención especial a la excelencia de ASCAP Deems Taylor por Lost Chords y un premio Grammy en 1983 por sus notas para Bunny Berigan: Giants of Jazz.

### Enfermedad y muerte
Un derrame cerebral en 2003 lo obligó a retirarse del juego, tras lo cual desarrolló atrofia multisistémica, una enfermedad que lo dejó incapaz de hablar y posteriormente le provocó la muerte por neumonía, a los 69  Le sobrevivieron su hermano y su hermana Carol Sudhalter, un saxofonista y flautista radicado en Nueva York, dos hijas adultas, su exesposa Vivian Sudhalter de 18 años y su compañera Dorothy Kellogg de 22 años. 